# 박은수 (1956년)
박은수(朴殷秀, 1956년 대구 ~ )는 대한민국의 제18대 국회의원이다. 민주당 비례대표로 제18대 국회의원을 지냈다.

## 학력
- 1975년 대구 계성고등학교 졸업
- 1979년 서울대학교 법학과 졸업

## 일화
1980년 제22회 사법고시에 합격했으나 법관 임용 심사에서 장애인이라는 이유로 탈락하자, 사법부의 부당한 처사를 언론에 호소했고 마침내 사회지도층을 비롯한 각계 각층의 들끓는 여론에 힘입어 1983년 대구지방법원 판사로서 법조계에 진출하였다. 이후 대구와 마산지방법원에서의 판사생활을 거쳐 1988년 대구에 변호사 사무실을 개업하였다.
판사 시절, 그가 하는 재판마다 아들을 데리고 오는 경찰관이 있었다. 초등학생인 아들은 다리가 불편한 장애인이었는데, 경찰관 아버지는 재판관 자리에 앉은 박은수 판사를 가리키며 아들에게 자신감과 용기를 심어주었다고 한다. 이 일화는 법조계는 물론 롤 모델의 중요성을 강조하는 여러 학자들 사이에서도 유명하다.

## 장애인에 대한 지원
1991년 대구 볼런티어센터 소장으로 취임 하면서 장애인 전용버스 운행, 장애인 카풀 운동을 펼치는 등 장애인을 위한 본격적인 사회봉사활동을 시작하였다. 1993년 노인도 장애인도 탈 수 있는 지하철을 만들자는 대구시민단체협의회(노장지협) 사무총장이 되었다. 대구 종합자원봉사센터 소장, 달구벌종합스포츠센터 관장, 대구시 휠체어농구단 단장등을 역임하였다. 2004년 한국장애인고용촉공단 이사장으로 취임하여 장애인들에게 대기업 직원, 공무원 등 일자리를 제공하기 위해 노력하고 있다.

## 역대 선거 결과
|  | 38.26% |

|  | 25.17% |

## 가족 관계
- 아들 : 박서훈
  - 며느리 : 안해연
- 딸 : 박서희